# 271e régiment d'artillerie
Le 271e régiment d'artillerie est un régiment d'artillerie de l'armée française. Il est créé lors de la Première Guerre mondiale sous le nom de 271e régiment d'artillerie de campagne porté, et combat au Levant au début des années 1920.

## Création et différentes dénominations
- 1918 : création du 271e régiment d'artillerie de campagne portée (271e RACP)[réf. souhaitée]
- juin 1919 : dissolution par fusion avec le 253e RACP pour former le 53e RACP
- octobre 1920 : création du 271e régiment d'artillerie algérienne
- janvier 1921 : devient 271e régiment d'artillerie du Levant
- mars 1922 : dissolution

## Historique du271erégimentd'artillerie de campagne portée
En juin 1919, le 271e RACP, réduit à un seul groupe à la suite des démobilisations, fusionne avec le 253e régiment d'artillerie de campagne portée pour former à Clermont-Ferrand le 53e régiment d'artillerie de campagne portée.

## Historique du271erégimentd'artillerie au Levant
Le 273e régiment d'artillerie d'Algérie est créé le 1er octobre 1920. Rattaché à la 1re division du Levant, il est renommé 271e régiment d'artillerie du Levant le 1er janvier 1921.
Ses éléments participent à la guerre franco-syrienne et à la campagne de Cilicie.
« Le Général Commandant provisoirement en chef de l’Armée Française du Levant, cite à l’ordre de l’Armée: la 11e Batterie de 65 du 271e Régiment d’Artillerie de Campagne d’Afrique. Batterie superbe par sa bravoure, son énergie et son entrain.
Le 23 novembre 1920, au combat de Fedeul, sous le Commandement du Lieutenant Massart, étant prise sous une vive fusillade a retourné ses pièces malgré le feu meurtrier et a riposté une canonnade énergique. Devant les pertes subies, s’est repliée sous les balles, en arrière de la crête, avec ordre et un calme admirable. A déclenché ensuite un feu dont la violence et la précision ont chassé l’ennemi des pitons occupés et a permis de rétablir la situation un moment critique. Par sa conduite héroïque, a provoqué l’admiration de tous ».
Cette Batterie n’est autre que la 26e Batterie du 2e Régiment d’Artillerie de Montagne, qui, le 1er octobre 1920, était devenue 11e Batterie du 271e.
Il est dissout en mars 1922.